# Aparasphenodon venezolanus
Espèce
Synonymes
- Corythomantis venezolana Mertens, 1950

Statut de conservation UICN

 LC  : Préoccupation mineure
Aparasphenodon venezolanus est une espèce d'amphibiens de la famille des Hylidae.

## Répartition
Cette espèce se rencontre en Amazonie, :
- dans l'État d'Amazonas dans le Sud du Venezuela ;
- dans le département de Guainía dans l'est de la Colombie.

Sa présence est incertaine au Brésil.

## Étymologie
Son nom d'espèce lui a été donné en référence à son lieu de découverte, le Venezuela.

## Publication originale
- Mertens, 1950 : Ein neuer Laubfrosch aus Venezuela. Senckenbergiana biologica, vol. 31, no 1/2, p. 1-2.